# Bombardarea Clujului în Al Doilea Război Mondial
Bombardarea Clujului în al Doilea Război Mondial a avut loc la 2 iunie 1944, în cadrul Operațiunii Frantic.
Operațiunea, pregătită în comun de Statele Unite și Uniunea Sovietică, a durat din iunie până în septembrie a aceluiași an și a constat în grupuri aeriene care decolau din sudul Italiei și Angliei și nu se întorceau la bază, ci aterizau pe aerodromuri din Ucraina și bombardau din nou la întoarcere. Așa-numitul "bombardament cu naveta" a permis utilizarea eficientă a aeronavei. Operațiunea a început pe 2 iunie cu bombardarea instalațiilor feroviare din Oradea, Cluj, Solnoca, Debrețin, Miskolc și Seghedin. Ca urmare a operațiunii, traficul feroviar din Ungaria a fost paralizat timp de trei zile.
Pe 2 iunie 1944, la ora 9 dimineața, sirenele de raid aerian au răsunat în Clujul controlat de Ungaria și ocupat de trupe germane. La ora 9:08, avioanele au lansat o cantitate mare de pliante de propagandă asupra orașului, iar la ora 9:14 a început bombardamentul. Avioanele au vizat linia de cale ferată, lungă de aproximativ 5 kilometri și lată de 6-700 de metri. Cele șase mitraliere care asigurau acoperirea aeriană a orașului, cu o rază de acțiune de 3.500 de metri, nu au reușit să devieze avioanele care zburau la o altitudine de 6-7.000 de metri. În timpul celor 50 de minute de bombardament, peste 1.200 de bombe au căzut asupra orașului. Primăria a raportat 459 de victime (362 de civili, 32 de maghiari și 65 de soldați germani), dar se zvonea că ar fi fost mii de victime. 385 de clădiri au fost complet distruse și 860 au fost avariate. Rețelele de electricitate și telefonie au fost avariate în mai multe locuri.